# Castel Gandolfo
Castel Gandolfo je mali talijanski grad u pokrajini Laciju, oko 30 km jugoistočno od Rima. Mjesto je najpoznatije po papinskom ljetnikovcu koji je eksteritorijalni posjed države Vatikana.

## Zemljopis
Castel Gandolfo leži udaljen 30 km od Rima u gorju Colli Albani pored jezera Albano u regiji Lacij.

## Povijest
Pretpostavlja se da je na području današnjeg Castel Gandolfoa bila antička Alba Longa. U 12. stoljeću tu su imali utvrdu grofovi Gandolfi zbog toga se mjesto nazvalo Castel Gandolfo, 1608. mjesto je postalo posjed Papinske Države koja je izgradila ljetnu rezidenciju za pape. Veliku palaču počeo je graditi papa Urban VIII., a nastavili su dograđivati i uređivati Aleksandar VII., Klement XIII. i Pio IX.
Uz palaču se prostire veliki park i Villa Barberini, podignuta na ruševinama antičke vile cara Domicijana. Palača ima brojne vrijedne tapiserije i slike Carla Dolcija, Paola Veronesea i Salvatora Rosa.
Od 1936. u Villa Barberini djeluje Vatikanski opservatorij kojeg je osnovao još papa Grgur XIII.
Preko puta rezidencije nalazi se crkva San Tommaso di Villanova djelo Gian Lorenza Berninija, koji je uz Madernu radio i na uređenju papinske rezidencije.

## Gradovi prijatelji
- Francuska, Châteauneuf-du-Pape
- Mauricijus, Curepipe

## Vanjske poveznice
- Službene stranice grada  Arhivirana inačica izvorne stranice od 8. ožujka 2013. (Wayback Machine) (tal.)
- Castel Gandolfo na portalu Encyclopædia Britannica eng. {{{1}}}